# Морита-терапия
Морита-терапия — целецентрированный, ориентированный на ответ психотерапевтический метод, впервые предложенный Сёмой Морита в работах 1917 г. (по другим источникам — 1919 г.), развитый «на основе положений дзэн-буддизма и использующий психологические эффекты сенсорной депривации[уточнить]». Осуществляется с помощью вербальных инструкций и деятельного следования целям терапии — научить клиента принимать проявляемые им симптомы как часть своей жизни.

## История метода
Данный метод психотерапевтической практики разрабатывался Сёмой Морита на основе проводимой им с собой самотерапии и после обобщения был перенесён им на практику психотерапевтической помощи другим людям.
Морита-терапия предназначалась для пациентов, названных «синкэйсицу» (яп. 神経質 «нервозность») — что приблизительно соответствует понятию невротической личности в западной традиции, но отличается по ряду специфических черт, связанных с особенностями японской традиции межличностных отношений. Личность синкэйсицу является источником разнообразных форм патологического развития — по психотическому, психосоматическому типу и т. д. Также данная терапия применялась к пациентам с японским культуральным синдромом тайдзин кёфусё (яп. 対人恐怖症 «болезнь боязни межличностных отношений»).
Морита-терапия включает компоненты когнитивно-поведенческой и трудотерапии, — в то же время её стержнем является работа с глубочайшими смысловыми пластами человеческого существования. В этом отношении Морита-терапия во многом перекликается с подходами экзистенциально-гуманистического толка.
После смерти С. Морита в 1938 году, его студенты и бывшие пациенты продолжили осуществлять этот метод в стационарных условиях. После Второй мировой войны, среди морита-терапевтов стало очень популярным амбулаторное лечение, хотя морита-терапию продолжали ещё осуществлять в госпиталях (в стационарных условиях). В конце 1960-х гг. появилась общенациональная Моритистская организация душевного здоровья с отделениями во всех крупных городах Японии, название которой с японского буквально можно перевести как «Открытие [или Обнаружение] Организации Жизни»; эта организация, социальное движение объединило в себе теоретиков, практиков и тренеров новой терапии.
Морита-терапия исторически развивалась от узкой стационарной модели к амбулаторной, групповой терапии, форме публичной образовательной практики, а позднее к терапии по переписке и терапии через магнитофонные записи. В целом морита-терапия поддерживала в своём теоретическом и практическом ядре процессы адаптации к экстремальным социокультурным изменениям, происходившим в Японии за последние 90 лет. Она появилась в Соединённых Штатах в конце 1940-х гг. Классический фрейдизм не принимал эту форму психотерапии, так как она отказывалась иметь дело напрямую с бессознательным; более этому направлению симпатизировал неофрейдизм, в частности, в лице Карен Хорни.

## Базовые идеи и процедуры метода
Морита-терапия апеллирует к важности таких положений, как:
- естественность чувств,
- чувства — неконтролируемы; контролируемы — действия,
- самоцентрированность и страдание.

## История исследований Морита-терапии
В 2012 г. состоялась уже 30-я ежегодная конференция японского общества Морита-терапии. Она была посвящена теме Взаимодействия и достижений в Морита-терапии и когнитивно-бихевиоральных разновидностей терапии с точки зрения сравнения различных культур.